# Liste der Kulturdenkmäler in Mendig
In der Liste der Kulturdenkmäler in Mendig sind alle Kulturdenkmäler der rheinland-pfälzischen Stadt Mendig mit den Stadtteilen Niedermendig und Obermendig aufgeführt. Grundlage ist die Denkmalliste des Landes Rheinland-Pfalz (Stand: 27. Oktober 2023).

## Niedermendig

### Denkmalzonen
| Bezeichnung                    | Lage                                  | Baujahr                   | Beschreibung | Bild                           |
| ------------------------------ | ------------------------------------- | ------------------------- | --- | ------------------------------ |
| Denkmalzone Lavakeller         | Brauerstraße, Laacher-See-Straße Lage | 18. Jahrhundert           | am Nordrand von Niedermendig unter der Vulkanbrauerei gelegenes Labyrinth unterirdischer Basaltkammern, ab 1840 auch als Bierkeller genutzt | weitere Bilder Fotos hochladen |
| Denkmalzone Jüdischer Friedhof | Anne-Frank-Straße Lage                | Ende des 19. Jahrhunderts | 37 Grabsteine des 19. und 20. Jahrhunderts                                                                                                  | weitere Bilder Fotos hochladen |

### Einzeldenkmäler
| Bezeichnung                          | Lage                                             | Baujahr                            | Beschreibung | Bild                           |
| ------------------------------------ | ------------------------------------------------ | ---------------------------------- | --- | ------------------------------ |
| Kriegerdenkmal                       | Am Bahnhof Lage                                  | Ende des 19. Jahrhunderts          | Kriegerdenkmal 1870/71, Obelisk | Fotos hochladen                |
| Kaiserbahnhof Mendig                 | Am Bahnhof 5 Lage                                | 1877                               | Basaltquaderbau, 1877, mit abgetrepptem Giebel, Zinnen und Maßwerkfenster | Fotos hochladen                |
| Bildstock                            | Am Judenfriedhof, gegenüber Nr. 19 Lage          | 1628                               | Bildstock; Nische mit Bildnis Christ, bezeichnet 1628 | BW                             |
| Wohnhaus                             | Bachstraße 6 Lage                                | 18. Jahrhundert                    | Putzbau, 18. Jahrhundert | BW                             |
| Wohnhaus                             | Bahnstraße 13 Lage                               | 1897                               | späthistoristischer Tuffquaderbau, bezeichnet 1897 | BW                             |
| Wohnhaus                             | Bahnstraße 27 Lage                               | 1875                               | dreigeschossiger Basaltquaderbau, 1875 | BW                             |
| Wegekreuz                            | Bahnstraße, bei Nr. 30 Lage                      | 1651                               | Wegekreuz, bezeichnet 1651 | BW                             |
| Wohnhaus                             | Brunnenstraße 6 Lage                             | 17. Jahrhundert                    | Putzbau, im Kern wohl aus dem 17. Jahrhundert | BW                             |
| Wohnhaus                             | Brunnenstraße 7 Lage                             | Mitte des 19. Jahrhunderts         | dreigeschossiger neubarocker Mansardwalmdachbau, gusseiserner Balkon und Veranda, Mitte des 19. Jahrhunderts | BW                             |
| Evangelische Kirche                  | Heidenstockstraße 45 Lage                        | 1892                               | neugotischer Saalbau, 1892 | weitere Bilder Fotos hochladen |
| Bildstock                            | Heidenstockstraße, Ecke Bahnstraße Lage          | 1920er Jahre                       | reliefierte Nische, 1920er Jahre | BW                             |
| Kreuz und Grabmal                    | Heinrich-Heine-Straße, auf dem Friedhof Lage     | 1735 und 1920er Jahre              | stattliches Kreuz, bezeichnet 1735; Pfarrergrabmal, kreuzbekrönte Nische, 1920er Jahre | BW                             |
| Katholische Pfarrkirche St. Cyriakus | Kirchberg Lage                                   | Ende des 12. Jahrhunderts          | romanische Basilika, Ende des 12. Jahrhunderts, Turmobergeschosse von 1474, spätgotische Sakristei, romanisches Portal mit romanisierendem Türsturz, bezeichnet 1717; an der Nordseite angebaut dreischiffige, neugotische Basilika, 1852–57, Architekt Vincenz Statz, Köln; barocker Treppenaufgang, bezeichnet 1748 | weitere Bilder Fotos hochladen |
| Kreuze                               | Kirchberg, bei der Kirche Lage                   | 16. und 17. Jahrhundert            | Friedhofskreuz, 16. Jahrhundert; Wegekreuz, bezeichnet 1692 | BW                             |
| Denkmal                              | Marktplatz Lage                                  | 19. Jahrhundert                    | Kreuzigungsrelief, 19. Jahrhundert | Fotos hochladen                |
| Verbandsgemeindeverwaltung           | Marktplatz 1–3 Lage                              | 1912                               | Rathaus; späthistoristischer Tuffquaderbau, 1912 | BW                             |
| Rathaus                              | Marktplatz 4 Lage                                | zweite Hälfte des 19. Jahrhunderts | Putzbau mit Rundbogenfenstern, zweite Hälfte des 19. Jahrhunderts | BW                             |
| Bürgerhaus                           | Marktplatz 5 Lage                                | Mitte des 19. Jahrhunderts         | ehemalige Schule; Basaltbruchsteinbau, Mitte des 19. Jahrhunderts | BW                             |
| Wegekreuz                            | Mühlenstraße, bei Nr. 3a Lage                    | 1720                               | Wegekreuz, bezeichnet 1720 | BW                             |
| Wohnhaus                             | Niederstraße 6 Lage                              | 1844                               | Fachwerkhaus, teilweise massiv, verputzt, Krüppelwalmdach, bezeichnet 1844; Bruchsteinhaus, bezeichnet 1815 | BW                             |
| Hofanlage                            | Pellenzstraße 1/3 Lage                           | erste Hälfte des 19. Jahrhunderts  | Basaltbruchsteinbau, erste Hälfte des 19. Jahrhunderts; Ökonomietrakte, Basaltbruchsteinbau; Gesamtanlage | BW                             |
| Bildstock                            | Pellenzstraße, an Nr. 50 Lage                    |                                    | Neurenaissancenische mit kleiner Skulptur | BW                             |
| Grabkreuz                            | Pellenzstraße, Ecke Backeleyenstraße Lage        | 1713                               | Grabkreuz, bezeichnet 1713 | BW                             |
| Wegekapelle                          | Pellenzstraße, Ecke Kaplan-Schlicker-Straße Lage | erste Hälfte des 19. Jahrhunderts  | Wegekapelle; gotisierender Basaltbruchsteinbau, erste Hälfte des 19. Jahrhunderts; Votivkreuz, bezeichnet 1697 | Fotos hochladen                |
| Wegekreuz                            | Pellenzstraße, Ecke Schäferspforte Lage          | 18. oder 19. Jahrhundert           | Wegekreuz, 18. oder 19. Jahrhundert; neubarockes Kreuz | BW                             |
| Hofanlage                            | Saunsstraße 2 Lage                               | 1838                               | Hofanlage; stattlicher Putzbau, bezeichnet 1838 | BW                             |
| Wohnhaus                             | Saunsstraße 7/9 Lage                             | 1741                               | Putzbau, bezeichnet 1741, eventuell älter | BW                             |
| Wohnhaus                             | Saunsstraße 13/15 Lage                           |                                    | Putzbau, im Kern wohl spätmittelalterlich | BW                             |
| Wohnhaus                             | Staffelsweg 1 Lage                               | um 1900                            | neugotischer Tuffquaderbau, um 1900 | BW                             |
| Bildstock                            | Thürer Straße Lage                               | 16. oder 17. Jahrhundert           | Bildstock, Schöpflöffelform, 16. oder 17. Jahrhundert; Wegekreuz, bezeichnet 1689 | Fotos hochladen                |
| Bildstock                            | außerhalb des Ortes an der L 113 Lage            | 1607                               | Bildstock, Stamm, bezeichnet 1607 (Nische neu) | Fotos hochladen                |
| Kalvarienberg                        | südlich des Ortes am Thürer Berg Lage            | 18. Jahrhundert                    | Kalvarienberg mit Hochkreuz; eines der drei Kreuze bezeichnet 1507, Kruzifix aus dem 18. Jahrhundert; offene Schutzhalle, 18. Jahrhundert | Fotos hochladen                |
| Wegekreuz                            | Auf Schruf, Ecke Fallerstraße Lage               | 1697                               | Wegekreuz, bezeichnet 1697 | Fotos hochladen                |

## Obermendig

### Einzeldenkmäler
| Bezeichnung                          | Lage                                   | Baujahr                              | Beschreibung | Bild                                    |
| ------------------------------------ | -------------------------------------- | ------------------------------------ | --- | --------------------------------------- |
| Wegekreuz                            | Fallerstraße                           | 1659                                 | Wegekreuz, bezeichnet 1659 | Direkt Bild zu diesem Denkmal hochladen |
| Katholische Pfarrkirche St. Genoveva | Fallerstraße 2 Lage                    | Mitte des 12. Jahrhunderts           | Westturm, im Kern romanisch, Mitte des 12. Jahrhunderts und um 1200, Obergeschoss wohl aus der zweiten Hälfte des 15. Jahrhunderts, Helm von 1879; Langhaus aus der zweiten Hälfte des 15. Jahrhunderts, ursprünglich dreischiffige Staffelhalle, Erweiterung und Umgestaltung zur Basilika 1879 | weitere Bilder Fotos hochladen          |
| Kreuze                               | Fallerstraße, bei der Kirche Lage      | 16. bis 18. Jahrhundert              | Missionskreuz, eventuell barock; in einer Nische Betende, bezeichnet 1669; Ölberggruppe, um 1500; fünf Wegekreuze, bezeichnet 1653, 1610, 1727, 1647 und 1667; Wegekreuzfragment; elf Grabkreuze, unter anderem von 1605, 1717 und 1748                                                          | BW                                      |
| Schulhaus                            | Fallerstraße 3 Lage                    | um 1865                              | ehemalige Schule; Bruchsteinbau, um 1865 | BW                                      |
| Pfarrhaus                            | Fallerstraße 10 Lage                   | 1757                                 | Krüppelwalmdachbau, bezeichnet 1757 | BW                                      |
| Bildstock                            | Fallerstraße, bei Nr. 12 Lage          | 1685                                 | Bildstock, bezeichnet 1685, Nischenrelief bezeichnet 1934 | BW                                      |
| Relief                               | Fallerstraße, bei Nr. 58 Lage          | 1920er Jahre                         | Relief „Flucht nach Ägypten“, 1920er Jahre | BW                                      |
| Grabmal                              | Fallerstraße, auf dem Friedhof Lage    |                                      | Grablege Hirschbrunn; drei gusseiserne Kreuze | BW                                      |
| Hofanlage                            | Hauptstraße 20 Lage                    |                                      | Putzbau, im Kern spätmittelalterlich; hofseits Fachwerkhaus, teilweise massiv, Krüppelwalmdach, 18. Jahrhundert, im 19. Jahrhundert verändert, Anbau; in der Mauer spätmittelalterliche Büste, 15. Jahrhundert                                                                                   | Fotos hochladen                         |
| Gasthaus                             | Hauptstraße 22 Lage                    | 20. Jahrhundert                      | Gasthaus mit Tanzsaal; Basaltquaderbau, 20. Jahrhundert | Fotos hochladen                         |
| Hofanlage                            | Hauptstraße 28 Lage                    | erste Hälfte des 19. Jahrhunderts    | Basaltquaderbau, erste Hälfte des 19. Jahrhunderts, Scheune bezeichnet 1837; bauliche Gesamtanlage | Fotos hochladen                         |
| Bildstock                            | Hauptstraße, Ecke Pellenzstraße Lage   | 1920er Jahre                         | Bildstock, 1920er Jahre | BW                                      |
| Wegekreuz                            | In den Mühlwiesen, bei Nr. 24 Lage     | 1686                                 | Wegekreuz, bezeichnet 1686 | BW                                      |
| Wohnhaus                             | Laacher Straße 19 Lage                 | 1672                                 | Putzbau, bezeichnet 1672, Anbau, teilweise Fachwerk | Fotos hochladen                         |
| Wohnhaus                             | Laacher Straße 27 Lage                 |                                      | Putzbau, giebelseitig neugotisches Maßwerkfenster | Fotos hochladen                         |
| Wegekreuz                            | Molkereistraße, Ecke Fallerstraße Lage | 18. Jahrhundert                      | Wegekreuz, 18. Jahrhundert | Fotos hochladen                         |
| Kreuz                                | Oberstraße, bei Nr. 31 Lage            | 1829                                 | Kreuz, bezeichnet 1829 | BW                                      |
| Wegekreuz                            | Pellenzstraße, bei Nr. 156 Lage        | 1658                                 | Wegekreuz, bezeichnet 1658 | BW                                      |
| Wohnhaus                             | Schultheisstraße 1 Lage                | 1557                                 | Bruchsteinbau mit Treppenturm, bezeichnet 1557 | Fotos hochladen                         |
| Wohnhaus                             | Schultheisstraße 4 Lage                |                                      | Putzbau mit Schildwand, wohl älterer Kern | Fotos hochladen                         |
| Fronhof                              | St.-Florinstraße 6 Lage                | drittes Viertel des 18. Jahrhunderts | ehemaliger Fronhof des St.-Florinstifts in Koblenz; stattliche Hofanlage; zweiflügeliges Wohnhaus, drittes Viertel des 18. Jahrhunderts, spätgotische Kapelle, Wirtschaftsgebäude; Gesamtanlage                                                                                                  | BW                                      |
| Maxeimsmühle                         | westlich des Ortes Lage                |                                      | Mühle | BW                                      |
| Wegekreuz                            | südlich des Ortes                      | 1810                                 | Wegekreuz, bezeichnet 1810 | Direkt Bild zu diesem Denkmal hochladen |
| Wegekreuz                            | südlich des Ortes                      | 1646                                 | Wegekreuz, bezeichnet 1646 | Direkt Bild zu diesem Denkmal hochladen |